# James Earl Baumgartner
James Earl Baumgartner (Wichita, Kansas, 23 de março de 1943 – 28 de dezembro de 2011) foi um matemático estadunidense, que trabalhou nas áreas de teoria dos conjuntos, lógica matemática e topologia.
Baumgartner começou seus estudos universitários nao Instituto de Tecnologia da Califórnia em 1960, transferindo-se depois para a Universidade da Califórnia em Berkeley, onde obteve um PhD em 1970 com a tese Results and Independence Proofs in Combinatorial Set Theory, orientado por Robert Lawson Vaught. Tornou-se professor do Dartmouth College em 1969, onde passou toda sua carreira.
Com András Hajnal provou que a relação de partição {\displaystyle \omega _{1}\to (\alpha )_{n}^{2}} vale para {\displaystyle \alpha <\omega _{1},n<\omega }. Morreu vitimado por ataque cardíaco em 2011.
Foi palestrante do Congresso Internacional de Matemáticos em Zurique (1994).

## Publicações selecionadas
- Baumgartner, James E., A new class of order types, Annals of Mathematical Logic, 9:187–222, 1976
- Baumgartner, James E., Ineffability properties of cardinals I, Infinite and Finite Sets, Keszthely (Hungary) 1973, volume 10 of Colloquia Mathematica Societatis János Bolyai, pages 109–130. North-Holland, 1975
- Baumgartner, James E.; Harrington, Leo; Kleinberg, Eugene, Adding a closed unbounded set,  Journal of Symbolic Logic, 41(2):481–482, 1976
- Baumgartner, James E., Ineffability properties of cardinals II, Robert E. Butts and Jaakko Hintikka, editors, Logic, Foundations of Mathematics and Computability Theory, pages 87–106. Reidel, 1977
- Baumgartner, James E.;  Galvin, Fred, Generalized Erdős cardinals and 0#, Annals of Mathematical Logic 15, 289–313, 1978
- Baumgartner, James E.; Erdős, Paul; Galvin, Fred; Larson, J., Colorful partitions of cardinal numbers, Can. J. Math. 31, 524–541, 1979
- Baumgartner, James E.; Erdős, Paul; Higgs, D., Cross-cuts in the power set of an infinite set, Order 1, 139–145, 1984
- Baumgartner, James E. (Editor), Axiomatic Set Theory (Contemporary Mathematics, Volume 31), 1990